# 柏田ほづみ
柏田 ほづみ (かしわだ ほづみ) は、日本のソプラノ歌手である。
クラシックの声楽を学んだ経験から生み出された「倍音」と呼ばれる独特の声の響きが大きな特徴である。現在はオペラやクラシックをベースにしたヒーリング音楽を世界に向けて発信している。2015年岩手県久慈市のふるさと大使に任命される。2018年から自らの声が人々の「薬」のような存在になるように・・・との想いを込めて「声薬（せいやく）シンガー」として活動している。

## 来歴
3歳よりピアノ、モダンバレエを習い始める。13歳からフルートを始め18歳で尚美学園短期大学に入学。音楽学部器楽科でフルートを専攻。卒業後は就職して一度は音楽から離れるが26歳から再び音楽の道へ。26歳からオーボエを始めてからわずか3ヶ月でハンブルク州立歌劇場のThomas Rohdeにその才能を見出されドイツへ留学。
2003年、28歳の時に長年患っていた声帯の手術を受ける。31歳の時に声楽の養成所へ通い始め、33歳からドイツにてバイエルン州立歌劇場専属ソリスト Stanislava Stoytchevaに師事し研鑽を積む。2012年6月にイタリアのディアーノ・カステッロ国際オペラコンクールにて優勝。
帰国後ソプラノ歌手として各地で活動を開始。2014年、日本に古来から伝わる祝詞「あわのうた」や「いろはうた」などを現代風にアレンジしたアルバム『奇跡のコトダマ』でCDデビュー。2015年、オペラに加えてクラシックのメロディーに日本語の歌詞をのせた曲「吾ゆく」を含むアルバム『誕生～いのちの響～』をリリース。2017年9月、まったく新しいポップ＆ダンサブルなサウンドで作曲した『あわのうた』を発表（作曲者：天川つばさ＆柏田ほづみ）。音楽配信サイトでの販売が開始された。

## エピソード
2013年4月、小笠原諸島の太平洋上にて船の上からオペラを歌うことによってクジラとコミュニケーションを図る実験に挑戦。ザトウクジラの親子を呼び寄せジャンプを繰り返す映像を収めることに成功。

## ディスコグラフィ

### アルバム
| 発売日        | 規格番号 | タイトル           | 備考                                                   |
| ------------- | -------- | ------------------ | ------------------------------------------------------ |
| 2014年1月21日 | KTDM-001 | 奇跡のコトダマ     | 「あわのうた」「いろはうた」などの歌を含むデビュー作。 |
| 2015年4月12日 | DMR-001  | 誕生～いのちの響～ | 自主レーベルレコード第一弾。クラシカルヒーリング。     |